# ポリーヌ・モレル
ポリーヌ・モレル（Pauline Morel、1992年1月3日 - ）は、フランスの体操競技選手。
2008年北京オリンピックとオランダ・ロッテルダムで開催された2010年世界体操競技選手権に出場。